# Evan Ferguson
Evan Joe Ferguson (ur. 19 października 2004 w Droghedzie) – irlandzki piłkarz, występujący na pozycji napastnika we włoskim klubie AS Roma, do którego jest wypożyczony z Brighton & Hove Albion oraz w reprezentacji Irlandii. Wychowanek Bohemians.
Po udanym, przełomowym sezonie, w którym strzelił 10 bramek w 25 występach, Ferguson zdobył tytuł Młodego Zawodnika Sezonu Brighton na koniec sezonu.